# Декларација о људским правима у исламу
Декларација о људским правима у исламу је декларација која је потписана у Каиру и усвојена 5. августа 1990. Организација исламске сарадње, је посебна прилагодба Универзалне декларације о људским правима за муслиманске земље. Педесет седам држава је ратификовало ову декларацију.

## Презентација
Овом тексту претходи „Универзална исламска декларација о људским правима из 1981.“ коју је предложило Исламско веће Европе и проглашена 19. септембра 1981. на састанку који је у Паризу организовао УНЕСКО-А.
У Декларацији се наглашава "пуно право на слободу и самоопредељење" и њено противљење поробљавању, опресији, експлоатацији и колонијализму . Декларација проглашава владавину закона, успостављајући "једнакост и правду за све", уз ограничења предвиђена исламским законом. Гарантује свим појединцима „право на директно или индиректно учешће у управљању јавним пословима своје земље“. Декларација забрањује сваку злоупотребу овласти "која подлеже исламском шеријату".
Члан 22 (а) Декларације каже да „свако има право да слободно изражава своје мишљење на начин који не би био у супротности са начелима шеријата“. Члан 22 (б) каже да „свако има право да се залаже за оно што је исправно и да пропагира шта је добро, и упозорава на оно што је није добро у складу са нормама исламског шеријата.“ Члан 22 (ц) каже: „Информације су од виталне важности за друштво. Не сме се искористити или злоупотребити на начин који може нарушити светост и достојанство пророка, поткопати моралне и етичке вредности или дезинтегрисати, покварити или наштетити друштву или ослабити њену веру. "